# Бучковиці
Бучковіце (пол. Buczkowice) — село в Польщі, у гміні Бучковиці Бельського повіту Сілезького воєводства.
Населення — 4365 осіб (2011).
У 1975-1998 роках село належало до Бельського воєводства.

## Демографія
Демографічна структура станом на 31 березня 2011 року:
|          | Загалом | Допрацездатний вік | Працездатний вік | Постпрацездатний вік |
| -------- | ------- | ------------------ | ---------------- | -------------------- |
| Чоловіки | 2128    | 451                | 1428             | 249                  |
| Жінки    | 2237    | 410                | 1320             | 507                  |
| Разом    | 4365    | 861                | 2748             | 756                  |